# Seznam hráčů NHL s nejvíce body v playoff
Tento seznam zahrnuje 30 nejepších hokejistů, kteří dosáhli alespoň 150 bodů v playoff části NHL. 
- Tučně = Hráči stále aktivní v NHL
- (stav ke konci sezóny 2022/2023)
- Zdroj

| pořadí | jméno            | zápasy | góly | asistence | body |
| ------ | ---------------- | ------ | ---- | --------- | ---- |
| 1.     | Wayne Gretzky    | 208    | 122  | 260       | 382  |
| 2.     | Mark Messier     | 236    | 109  | 186       | 295  |
| 3.     | Jari Kurri       | 200    | 106  | 127       | 233  |
| 4.     | Glenn Anderson   | 225    | 93   | 121       | 214  |
| 5.     | Jaromír Jágr     | 208    | 78   | 123       | 201  |
| 6.     | Sidney Crosby    | 180    | 71   | 130       | 201  |
| 7.     | Paul Coffey      | 194    | 59   | 137       | 196  |
| 8.     | Brett Hull       | 202    | 103  | 87        | 190  |
| 9.     | Joe Sakic        | 172    | 84   | 104       | 188  |
| 10.    | Doug Gilmour     | 182    | 60   | 128       | 188  |
| 11.    | Steve Yzerman    | 196    | 70   | 115       | 185  |
| 12.    | Bryan Trottier   | 221    | 71   | 113       | 184  |
| 13.    | Nicklas Lidström | 263    | 54   | 129       | 183  |
| 14.    | Jevgenij Malkin  | 177    | 67   | 113       | 180  |
| 15.    | Ray Bourque      | 214    | 41   | 139       | 180  |
| 16.    | Jean Béliveau    | 162    | 79   | 97        | 176  |
| 17.    | Sergej Fjodorov  | 183    | 52   | 124       | 176  |
| 18.    | Denis Savard     | 169    | 66   | 109       | 175  |
| 19.    | Mario Lemieux    | 107    | 76   | 96        | 172  |
| 20.    | Peter Forsberg   | 151    | 64   | 107       | 171  |
| 21.    | Denis Potvin     | 185    | 56   | 108       | 164  |
| 22.    | Bobby Smith      | 184    | 64   | 98        | 162  |
| 23.    | Mike Bossy       | 129    | 85   | 75        | 160  |
| 24.    | Gordie Howe      | 157    | 68   | 92        | 160  |
| 25.    | Al MacInnis      | 177    | 39   | 121       | 160  |
| 26.    | Claude Lemieux   | 234    | 80   | 78        | 158  |
| 27.    | Adam Oates       | 163    | 42   | 114       | 156  |
| 28.    | Nikita Kučerov   | 136    | 52   | 102       | 154  |
| 29.    | Larry Murphy     | 215    | 37   | 115       | 152  |
| 30.    | Stan Mikita      | 155    | 59   | 91        | 150  |

Vysvětlivky 

Utkání celkem – počet utkání playoff v celé kariéře hráče 

Góly celkem – počet gólů vstřelených v playoff za celou kariéru 

Asistence celkem – počet asistencí v playoff za celou kariéru 

Body celkem – počet kanadských bodů v playoff za celou kariéru

Seznam nejproduktivnějších českých hráčů v playoff NHL
| pořadí                                                                    | jméno          | zápasy | góly | asistence | body |
| ------------------------------------------------------------------------- | -------------- | ------ | ---- | --------- | ---- |
| 1.                                                                        | Jaromír Jágr   | 208    | 78   | 123       | 201  |
| 2.                                                                        | David Krejčí   | 160    | 43   | 85        | 128  |
| 3.                                                                        | Patrik Eliáš   | 162    | 45   | 80        | 125  |
| 4.                                                                        | Ondřej Palát   | 150    | 51   | 50        | 101  |
| 5.                                                                        | David Pastrňák | 77     | 35   | 44        | 79   |
| 6.                                                                        | Milan Hejduk   | 112    | 34   | 42        | 76   |
| 7.                                                                        | Petr Sýkora    | 133    | 34   | 40        | 74   |
| 8.                                                                        | Martin Straka  | 106    | 26   | 44        | 70   |
| 9.                                                                        | Bobby Holík    | 141    | 20   | 39        | 59   |
| 10.                                                                       | Michal Pivoňka | 95     | 19   | 36        | 55   |
| 11.                                                                       | Tomáš Plekanec | 94     | 18   | 35        | 53   |
| 12.                                                                       | Petr Klíma     | 95     | 28   | 24        | 52   |
| 13.                                                                       | Martin Havlát  | 75     | 21   | 31        | 52   |
| 14.                                                                       | Petr Svoboda   | 127    | 4    | 45        | 49   |
| 15.                                                                       | Robert Lang    | 91     | 18   | 28        | 46   |
| 16.                                                                       | Tomáš Hertl    | 62     | 24   | 18        | 42   |
| 17.                                                                       | Petr Nedvěd    | 71     | 19   | 23        | 42   |
| 18.                                                                       | Jiří Hudler    | 83     | 16   | 26        | 42   |
| 19.                                                                       | Roman Hamrlík  | 113    | 3    | 38        | 41   |
| 20.                                                                       | Tomáš Kaberle  | 102    | 6    | 33        | 39   |
| - Aktualizováno po sezóně 2022/2023 - Tučně – aktivní hráči v NHL - Zdroj |                |        |      |           |      |